# قضیه بودار است
قضیه بودار است (به هندی: Kuch Kuch Locha Hai) فیلمی محصول سال ۲۰۱۵ و به کارگردانی دوانگ دهولکیا است. در این فیلم بازیگرانی همچون سانی لئونه، رام کاپور، اولین شارما ایفای نقش کرده‌اند.